# Kaddona, Lingsugur
Kaddona là một làng thuộc tehsil Lingsugur, huyện Raichur, bang Karnataka, Ấn Độ.